# Nangavalli
Nangavalli is een panchayatdorp in het district Salem van de Indiase staat Tamil Nadu. 

## Demografie
Volgens de Indiase volkstelling van 2001 wonen er 9.610 mensen in Nangavalli, waarvan 52% mannelijk en 48% vrouwelijk is. De plaats heeft een alfabetiseringsgraad van 59%. 